# ماريان هايبيرغ
ماريان هايبيرغ (بالنرويجية البوكمول: Marianne Heiberg)‏ هي عالمة اجتماعية نرويجية، ولدت في 7 ديسمبر 1945 في أوسلو في النرويج، وتوفيت في 26 ديسمبر 2004 بسبب نوبة قلبية.